# Hôpital Lariboisière

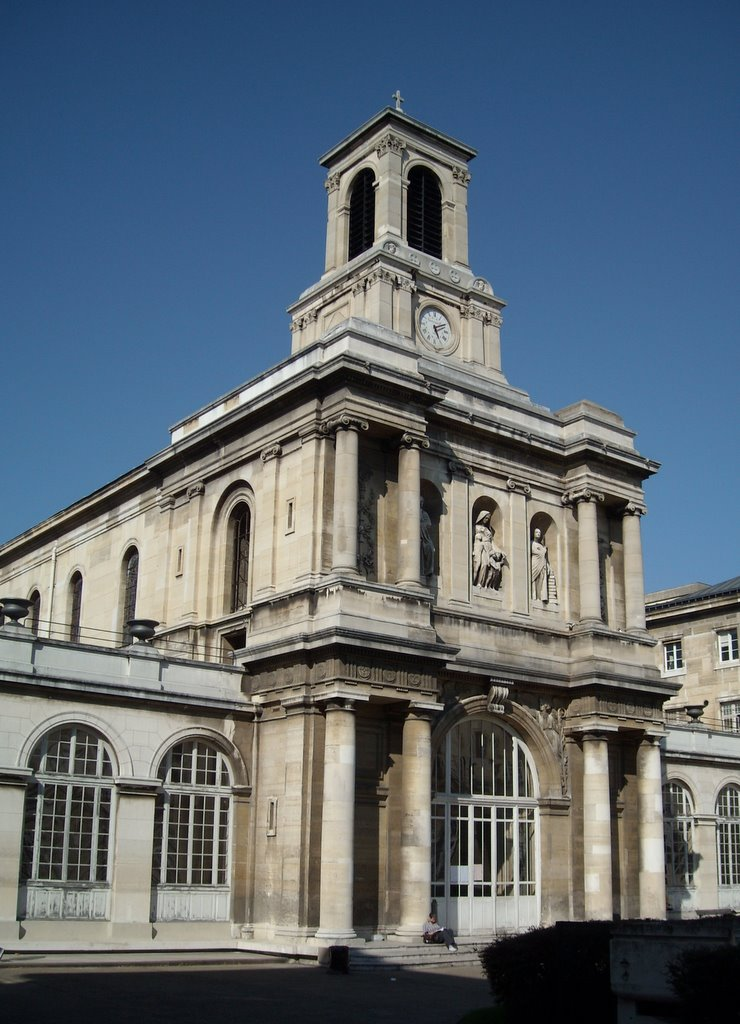
Hôpital Lariboisière

Hôpital Lariboisière är en sjukhusbyggnad i Paris, Frankrike. Det är en del av Assistance publique – Hôpitaux de Paris och ett undervisningssjukhus vid Université Paris Cité, ett av Europas största sjukhus.
Det grundades 1854.

## Kända personer med anknytning till sjukhuset
- Louis Gallet, en fransk librettist och skriftställare
- Sigismond Jaccoud, en schweizisk-fransk läkare